# Pik Rossija
Der Pik Rossija (russisch Пик Россия, „Pik Russland“) ist ein Berg im Pamir in Tadschikistan.
Der 6875 m hohe vergletscherte Berg befindet sich in der Kette der Akademie der Wissenschaften. Der Pik Ismoil Somoni liegt 5,39 km nördlich. Die Erstbesteigung des Pik Rossija fand am 17. August 1955 durch eine Bergsteigergruppe unter Führung von M. Gvarliani statt.